# Відбілювання деревної целюлози
Відбілювання деревної целюлози — це хімічна обробка деревної целюлози для освітлення її кольору та відбілювання целюлози. Основним продуктом деревної целюлози є папір, для якого білизна (подібна до яскравості, але відмінна від неї) є важливою характеристикою. Ці процеси та хімія також застосовні для відбілювання недеревної целюлози, наприклад, виготовленої з бамбука або кенафу.

## Механічне відбілювання целюлози
Механічна целюлоза зберігає більшу частину лігніну. Мета механічного відбілювання целюлози полягає у видаленні лише хромофорів (груп, що викликають колір). Це можливо тому, що структури, відповідальні за колір, також більш сприйнятливі до окислення або відновлення.
Лужний перекис водню є найбільш часто використовуваним відбілюючим засобом для механічної целюлози. Для покращення відбілювання лужним перекисом також додають солі магнію та силікат натрію.
Дитіоніт натрію (Na2S2O4), також відомий як гідросульфіт натрію, є іншим основним реагентом, який використовується для відбілювання механічної целюлози. На відміну від пероксиду водню, який окиснює хромофори, дитіоніт відновлює ці забарвлюючі групи. Дитіоніт реагує з киснем, тому ефективне використання дитіоніту вимагає мінімізації впливу кисню під час його використання.
Хелатоутворювачі можуть сприяти посиленню яскравості шляхом секвестрування іонів заліза, наприклад, у вигляді комплексів EDTA, які менш забарвлені, ніж комплекси, утворені між залізом і лігніном.
Підвищення яскравості, досягнуте при відбілюванні механічної целюлози, є тимчасовим, оскільки майже весь лігнін, присутній у деревині, все ще присутній у целюлозі. Вплив повітря та світла може виробляти нові хромофори із цього залишкового лігніну. Ось чому газета жовтіє, коли старіє. Пожовтіння також виникає внаслідок кислотного проклеювання [потрібне уточнення]

## Відбілювання переробленої целюлози
Перекис водню та дітіоніт натрію використовуються для підвищення яскравості очищеної целюлози. Методи відбілювання подібні до механічної целюлози, у якій метою є зробити волокна яскравішими.

## Відбілювання хімічної целюлози
Хімічні целюлози, такі як целюлози, отримані з крафт-процесу або сульфітної целюлози, містять набагато менше лігніну, ніж механічні целюлози (<5 % порівняно з приблизно 40 %). Метою відбілювання хімічної целюлози є видалення практично всього залишкового лігніну, тому цей процес часто називають делігніфікацією. Гіпохлорит натрію (побутовий відбілювач) спочатку використовувався для відбілювання хімічної целюлози, але в 1930-х роках був значною мірою замінений хлором. Занепокоєння щодо викиду хлорорганічних сполук у навколишнє середовище спонукало до розробки процесів відбілювання без елементарного хлору (ECF) і повністю без хлору (TCF).
Делігніфікація хімічної целюлози часто складається з чотирьох або більше окремих етапів, кожен з яких позначається буквою.
Послідовність відбілювання з 1950-х років могла виглядати як CEHEH — целюлозу піддавали впливу хлору, екстрагували (промивали) розчином гідроксиду натрію для видалення лігніну, фрагментованого хлоруванням, обробляли гіпохлоритом натрію, знову промивали гідроксидом натрію та проводили обробку. остаточна обробка гіпохлоритом. Прикладом сучасної повністю безхлорної (TCF) послідовності є OZEPY, де целюлозу обробляють киснем, потім озоном, промивають гідроксидом натрію, потім послідовно обробляють лужним пероксидом і дітіонітом натрію.